# Brignano Gera d’Adda
Brignano Gera d’Adda (lombardul: Brignà) település Olaszországban, Lombardia régióban, Bergamo megyében. Lakosainak száma 6091 fő (2023. január 1.). Brignano Gera d’Adda Caravaggio, Cologno al Serio, Spirano, Treviglio, Lurano, Castel Rozzone, Pagazzano és Morengo községekkel határos.

## Népesség
A település népessége az elmúlt években az alábbi módon változott:
| Lakosok száma | 5991 | 6009 | 6091 |
|               | 2017 | 2018 | 2023 |